# スカジ (衛星)
スカジ (Saturn XXVII Skathi) は、 土星の第27衛星である。外部衛星のうち逆行軌道を公転する北欧群に属する。また、北欧群の他の7つの衛星とサブグループ（下位群）スカジ群を形成している。
2000年9月23日にブレット・J・グラドマン、ジョン・J・カヴェラーズらの研究チームにより発見された。観測にはカナダ・フランス・ハワイ望遠鏡が用いられており、補償光学が活用された。発見は同年12月7日に国際天文学連合のサーキュラーで公表され、S/2000 S 8 という仮符号が与えられた。
固有名であるスカジは、北欧神話に登場するニョルズの妻である巨人族のスカジに由来する。この名称は2003年8月8日に承認され、同時に Saturn XXVII という確定番号も与えられた。
なお、多くの文献では Skadi という綴りで記載されている。これは、名称の由来となっているスカーズィーの古ノルド語形 Skaði の簡略表記であり、2003年の命名時に国際天文学連合 (IAU) から公表されたものである。その後、2005年1月21日に IAU の惑星系の命名に関するワーキング・グループ (WGPSN) より、古ノルド語形の別の転写形である現在の綴りに修正された。
推定直径およそ 8 km の小さな天体であり、同じ北欧群に属する比較的大きな衛星のフェーベに天体が衝突した際に発生した破片ではないかと考えられている。またユミルと共に、イアペトゥスやヒペリオンの表面に降り積もった暗い物質の供給源である可能性が指摘されている。